# Астероидный и кометный обзор Уппсала-ESO

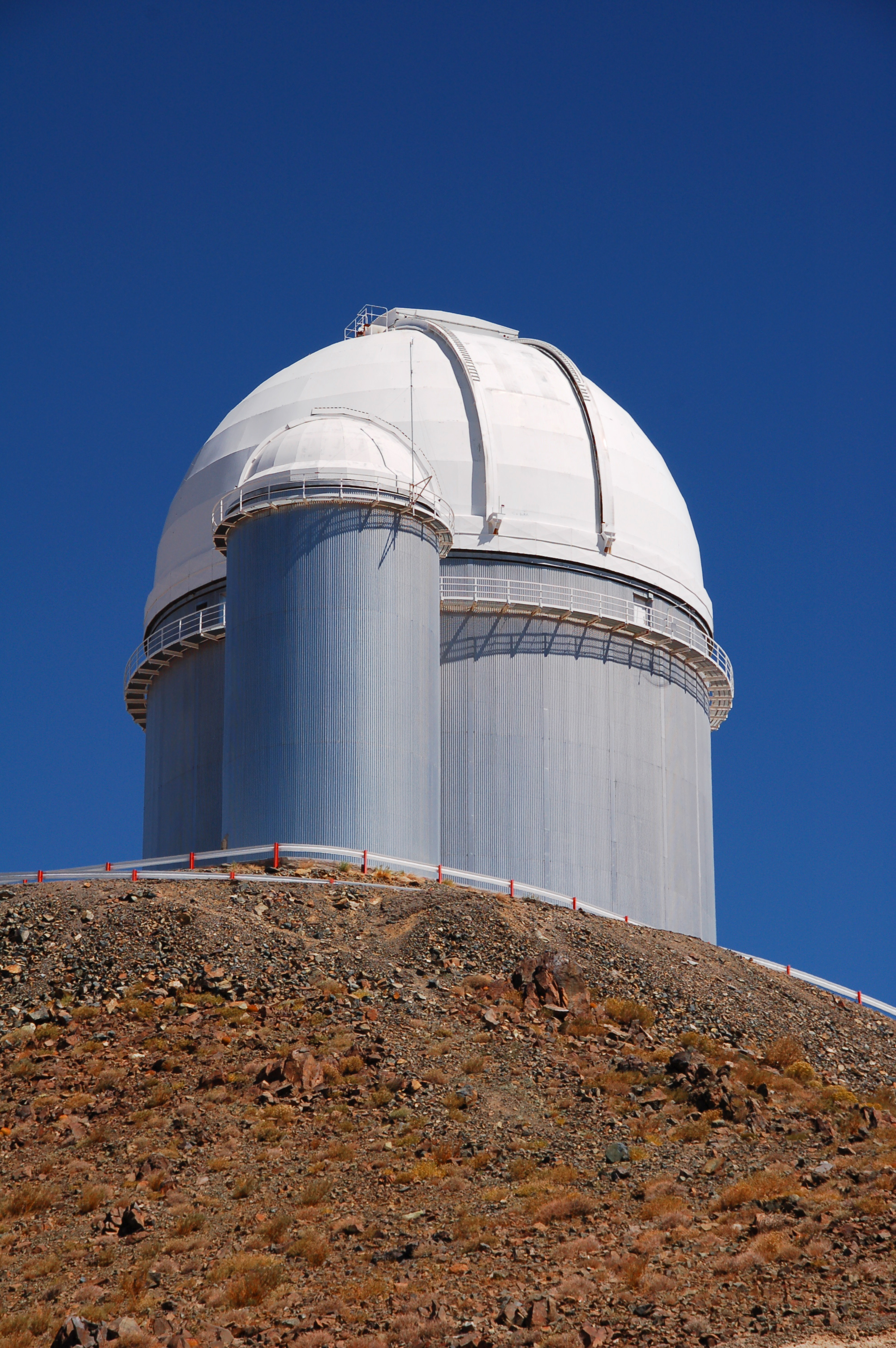
3,6-метровый телескоп в обсерватории

Астероидный и кометный обзор Уппсала-ESO (англ. Uppsala-ESO Survey of Asteroids and Comets, UESAC) — астрономический обзор, который проводился в 1992—1993 годах в Южной Европейской Обсерватории (Чили) и в Англо-Австралийской обсерватории (территориально это Обсерватория Сайдинг-Спринг, Австралия). Обработка данных проходила в Уппсальской астрономической обсерватории. Работа была опубликована в 1996 году. В ходе работы обзора было открыто множество ранее не известных астероидов. Было сделано более 15 тысяч астрометрических измерений на основе 74 фотопластинок и вычислены орбиты для 2500 новых астероидов. Основной задачей обзора были наблюдения малых спутников Юпитера, поэтому в центре выбранной области неба размером 16х16 градусов располагался Юпитер. Съёмка проводилась 2 года в период противостояния планеты-гиганта.

## Руководители и участники проекта
- К.-И. Лагерквист
- Матс Линдгрен
- Олоф Херниус
- Гонзало Танкреди

## Инструменты, использованные для обзора
- 1,2-м камера Шмидта UK Schmidt Telescope[англ.] — Австралийская астрономическая обсерватория[англ.] (Австралия)
- 1-м телескоп Шмидта ESO — Обсерватория Ла-Силья (Чили)

## Направления исследований
- Астрометрирование спутников Юпитера.
- Поиск новых спутников Юпитера.
- Открытие новых астероидов и комет.
- Астрометрические измерения астероидов и комет.

## Основные достижения
- С 1992 по 1993 год открыто 1112 астероидов, которые впоследствии получили постоянные обозначения[1].
- На июнь 2011 года обзор UESAC находился на 14 месте среди всех открывателей по числу открытых астероидов[1].